# Lucas Hartong
Lucas Hartong (ur. 24 maja 1963 w Bredzie) – holenderski dziennikarz, teolog i polityk, poseł do Parlamentu Europejskiego VII kadencji.

## Życiorys
Po ukończeniu szkoły średniej był zatrudniony jako dziennikarz radiowy (m.in. na Arubie i Kubie oraz w Libii), pracował w branży PR, później zajął się publicystyką internetową. W 2005 ukończył teologię w Christelijke Hogeschool w Ede.
Był członkiem Listy Pima Fortuyna, następnie zaangażował się w działalność Partii Wolności. Z jej listy bez powodzenia kandydował w wyborach europejskich w 2009. Miał objąć mandat europosła w związku z wejściem w życie traktatu lizbońskiego. Ostatecznie został deputowanym do PE w 2010, gdy z zasiadania w nim zrezygnował Louis Bontes.